# Đảo Nam Yết
Nam Yết (tiếng Anh: Namyit Island; tiếng Filipino: Binago; giản thể: 鸿庥岛; phồn thể: 鴻庥島; bính âm: Hóngxiū dǎo, Hán-Việt: Hồng Hưu đảo) là một đảo san hô thuộc cụm Nam Yết của quần đảo Trường Sa. Đảo này nằm cách đảo Ba Bình khoảng 11,9 hải lý (22 km) về phía nam và cách đảo Sinh Tồn 18 hải lý (33,3 km) về phía bắc. Đi tàu thủy từ đất liền Việt Nam đến đảo mất hơn hai ngày và hai đêm.
Đảo Nam Yết là đối tượng tranh chấp giữa Việt Nam, Đài Loan, Philippines và Trung Quốc. Đảo Nam Yết là đảo đầu tiên mà Việt Nam đưa quân ra kiểm soát ở quần đảo Trường Sa (từ tháng 8 năm 1973, dưới thời Việt Nam Cộng hòa). Đảo này hiện là một phần của xã Sinh Tồn, huyện Trường Sa, tỉnh Khánh Hòa (xã Sinh Tồn thuộc huyện Trường Sa được thành lập năm 2007 trên cơ sở đảo Sinh Tồn và các đảo, đá, bãi phụ cận).

## Địa lý

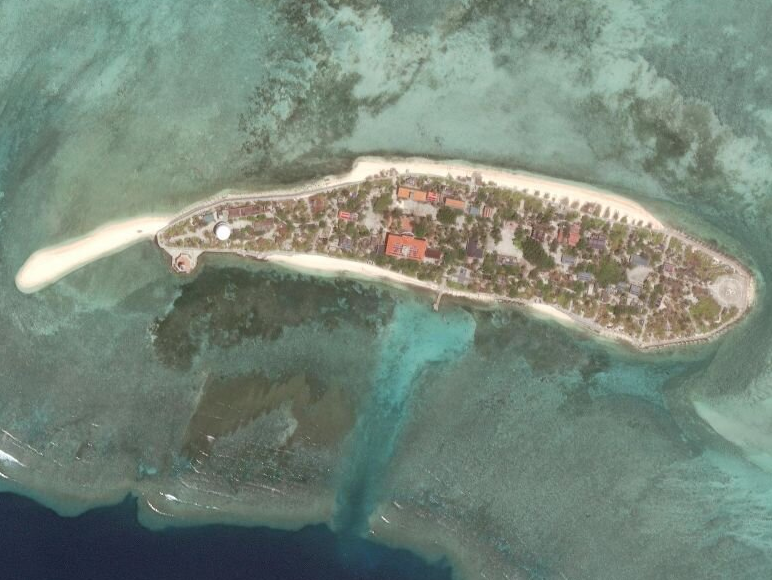
Ảnh vệ tinh chụp đảo Nam Yết (năm 2020)

Tọa độ địa lí ghi trên bia chủ quyền đảo Nam Yết là 10°10′45″B 114°22′0″Đ / 10,17917°B 114,36667°Đ.  Đảo Nam Yết là một phần của một rạn san hô vòng lớn nên mặt ngoài (phía nam) rất dốc và sâu trong khi mặt trong (phía bắc, hướng vào vụng biển) thì thoải đều và nông. Diện tích của rạn san hô vòng này là 3.75 km2.
Đảo có dạng hình bầu dục hơi hẹp bề ngang, nằm theo trục đông-tây với chiều dài khoảng 700 m, chiều rộng khoảng 150 m và diện tích tự nhiên đạt 6 ha - 9,7 ha. Đảo cao 2-3,5 m. Từ tháng 10 năm 2021, Việt Nam bắt đầu tiến hành đợt bồi đắp mới ở đảo Nam Yết, Sơn Ca và Phan Vinh. Theo ảnh chụp của vệ tinh Sentinel-2 (ESA) thì tính đến cuối năm 2024, diện tích đất nổi của đảo này là khoảng 70 ha, dài khoảng 2.4 km và rộng khoảng 500 m cùng một âu tàu rộng khoảng 36 ha.
Đất trên đảo này chủ yếu là sạn, sỏi và cát thô từ đá mẹ là san hô, vỏ sò ốc và chỉ mới hình thành khoảng nửa sau Holocen. Kết quả khảo sát năm 1973 cho thấy đất cát ven bờ đảo có lượng cation Ca2+ và Na+ trao đổi cao; đất cát pha thịt giữ nước kém. Vào giữa đảo thì cation Ca2+ và Na+ trao đổi giảm mạnh; đất giàu lân hơn, tương đối ít cát và giàu thịt nên giữ nước tốt hơn.
Khí hậu đảo Nam Yết mang đặc trưng của khí hậu nam Biển Đông, nhiệt độ trong năm cao và biến thiên theo mùa không lớn, trung bình từ 26,5 °C đến 27 °C. Ba tháng cuối năm là thời gian mưa nhiều nhất. Trung bình mỗi năm có 13 cơn bão và áp thấp đi qua đảo này.

## Cơ sở hạ tầng

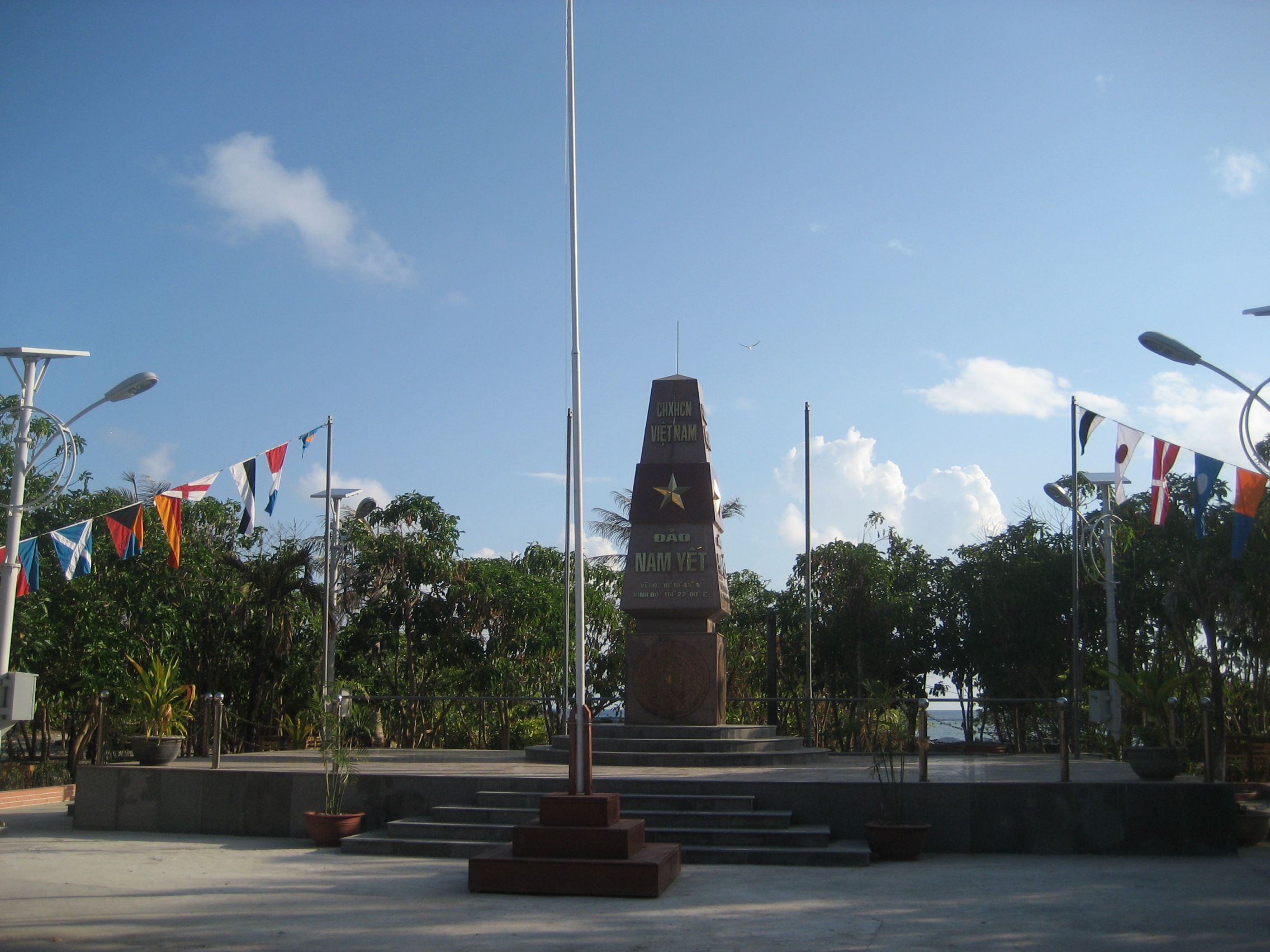
Bia chủ quyền trên đảo Nam Yết

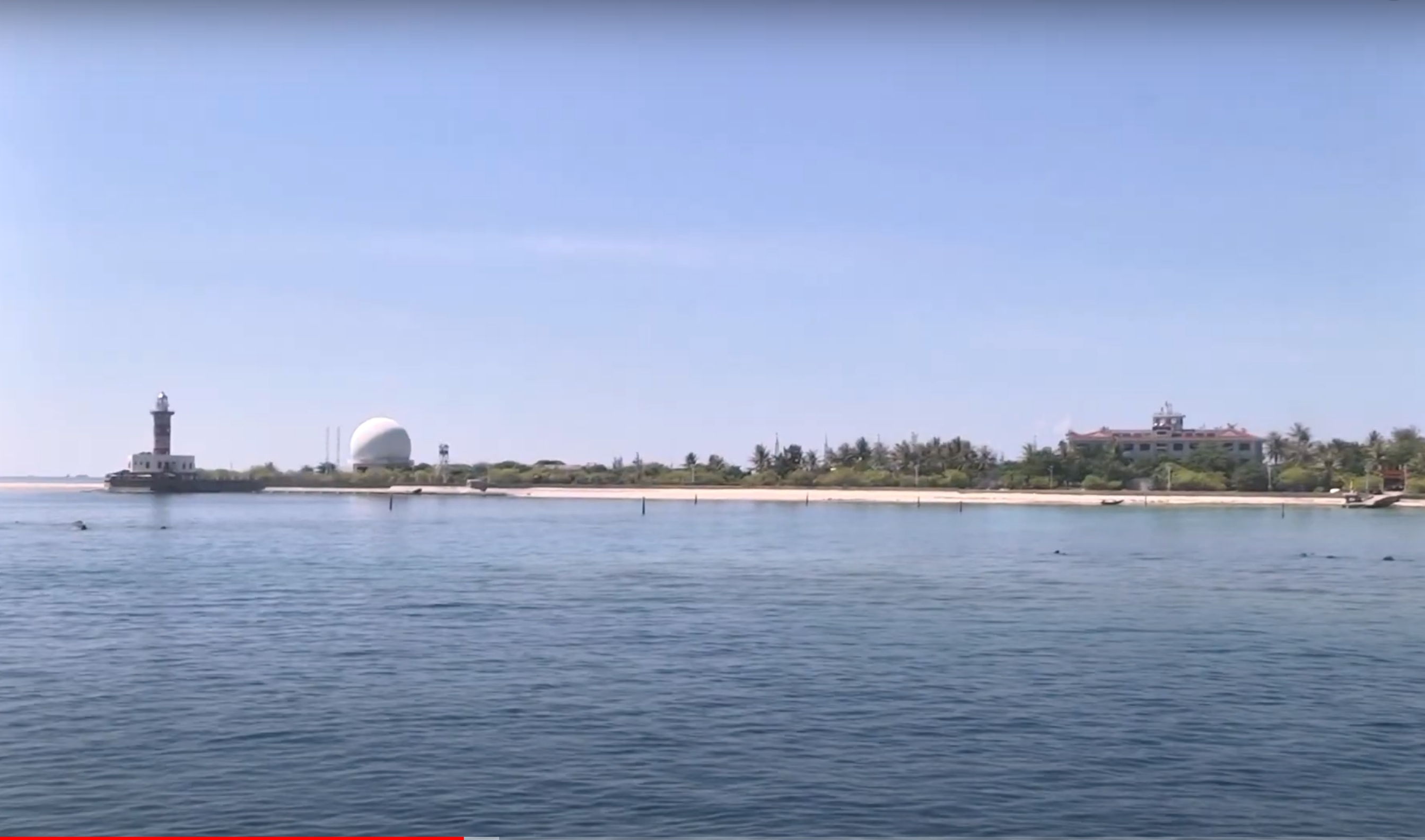
Bờ biển đảo Nam Yết

Quanh đảo có bờ kè bằng bê tông được xây dựng trong tám năm 1998-2006.
Trên đảo có một số công trình như trung tâm văn hóa, tượng đài Trần Hưng Đạo, và một cơ sở phật giáo là chùa Nam Huyên. Phía tây của đảo có nghĩa trang liệt sĩ và một sân đỗ trực thăng.
Trên đảo có trạm radar 57 (T57) do Trung đoàn Radar 292 (Sư đoàn Phòng không 377, Quân chủng Phòng không - Không quân) quản lý.
Hải đăng Nam Yết nằm về phía tây nam của đảo được xây dựng năm 2013, có thân màu trắng - đỏ - trắng, chiều cao tháp đèn là 24,9 m, chu kỳ chớp 15 giây.

## Môi trường
Bờ biển đảo Nam Yết gồm các bãi cát vụn san hô nhẹ và xốp, không ổn định, thường thay đổi theo mùa gió tác động. Đảo được bao bọc bởi một thềm san hô ngập nước lan rộng từ 300 đến 1.000 m so với bờ đảo, và thậm chí thềm này mở rộng đến 2.000 m ở phía tây. Độ phủ san hô ở các điểm rạn phía bắc là 58%, phía nam là 36%, trung bình cả vùng quanh đảo là 47,1 %. Bãi cỏ biển có diện tích 10 ha gồm hai loài là cỏ bò biển (Thalassia hemprichii) và cỏ xoan (Halophila ovalis).
Đảo này không có nguồn nước ngọt tự nhiên nhưng có đào giếng nước lợ.  Lớp cát mặt và lớp đá vôi san hô không có khả năng giữ nước nên sau mỗi trận mưa thì nước sẽ ngấm dần ra biển. Thảm thực vật trên đảo nghèo nàn nhưng hệ cây thân gỗ trên đảo phát triển khá tốt nhờ đất cát có trộn lẫn phân chim giúp rễ cây có điều kiện phát triển. Các loại cây nước lợ như bàng vuông, bão táp, keo, mù u, phong ba, dừa và các loại cỏ dại, dây leo có thể mọc được.
Kết quả thống kê của Đỗ Công Thung & ctg (2009) cho thấy đảo này có tổng cộng 58 loài thực vật trên cạn, 185 loài thực vật phù du, 141 loài động vật phù du, 225 loài sinh vật đáy, 298 loài san hô, 186 loài cá rạn san hô và 8 loài rùa biển và thú biển.

### Khu Bảo tồn biển Nam Yết
Ngày 26 tháng 5 năm 2010, Thủ tướng Chính phủ Việt Nam ký Quyết định số 742/QĐ-TTg phê duyệt Quy hoạch hệ thống Khu Bảo tồn biển Việt Nam đến năm 2020. Căn cứ theo phụ lục I "Danh sách các Khu Bảo tồn biển Việt Nam đến năm 2015" đính kèm quyết định này thì Khu Bảo tồn biển Nam Yết sẽ được thành lập với tổng diện tích là 35.000 ha, trong đó diện tích biển là 20.000 ha. Tháng 6 năm 2012, tổ chức Trung tâm Sách Kỷ lục Việt Nam - Vietkings đã xếp Khu Bảo tồn biển Nam Yết là Khu Bảo tồn biển lớn nhất Việt Nam. Tháng 9 năm 2012, Bộ Nông nghiệp và Phát triển Nông thôn Việt Nam tuyên bố rằng vào năm 2013 thì họ mới bắt đầu lập quy hoạch chi tiết cho Khu Bảo tồn biển Nam Yết.

## Lịch sử
Ngày 22 tháng 8 năm 1956, phái bộ quân sự Việt Nam Cộng hòa viếng  thăm đảo Nam Yết và dựng bia chủ quyền trên đảo này.
Ngày 22 tháng 10 năm 1956, Tổng thống Việt Nam Cộng hòa Ngô Đình Diệm ký Sắc lệnh số 143-NV về việc đổi tên các tỉnh thành miền Nam Việt Nam, quy định quần đảo Trường Sa thuộc tỉnh Phước Tuy.
Tháng 7 năm 1973, Viện Khảo cứu nông nghiệp thuộc Bộ Phát triển nông nghiệp và điền địa Sài Gòn tiến hành khảo sát đảo Nam Ai (tên cũ của đảo Nam Yết) thuộc quần đảo Trường Sa.
Từ tháng 8 năm 1973, Việt Nam Cộng hòa cho quân đồn trú trên đảo Nam Ai.
Ngày 6 tháng 9 năm 1973, chính quyền Việt Nam Cộng hòa kí Nghị định 420-BNV-HCĐP/26 sáp nhập các đảo Trường Sa, An Bang, Itu Aba, Song Tử Đông, Song Tử Tây, Loại Ta, Thị Tứ, Nam Ai, Sinh Tồn và các đảo phụ cận vào xã Phước Hải, quận Đất Đỏ, tỉnh Phước Tuy.
Sau khi quần đảo Hoàng Sa thất thủ vào tháng 1 năm 1974 thì vào đầu tháng 2 năm 1974, chính quyền Việt Nam cộng hòa quyết định thực hiện chiến dịch Trần Hưng Đạo 48 tăng cường phòng thủ các đảo ở quần đảo Trường Sa, đưa lực lượng ra đóng thêm ở 4 đảo khác thuộc quần đảo Trường Sa giồm có Trường Sa, Song Tử Tây, Sinh Tồn và Sơn Ca.  Đảo Nam Yết là nơi đặt trung tâm chỉ huy của lực lượng quân đội Việt Nam Cộng hòa đóng trên các đảo này ở quần đảo Trường Sa .
Theo sách Lịch sử Hải quân nhân dân Việt Nam, sau khi đặc công hải quân Việt Nam Dân chủ Cộng hòa giải phóng các đảo Song Tử Tây (14-4-1975) và Sơn Ca (25-4-1975), tối 26-4-1975 các đơn vị quân đội Việt Nam Cộng hòa ở các đảo còn lại tại quần đảo Trường Sa được lệnh rút. Hải quân Việt Nam Dân chủ Cộng hòa điều hai tàu 673 và 641 đổ bộ giải phóng đảo Nam Yết. Ngày 27-4-1975, hải quân Việt Nam Dân chủ Cộng hòa hoàn toàn làm chủ đảo Nam Yết, và đóng giữ đảo này từ đó đến nay.

## Hình ảnh
| đảo Ba Bình bãi Bàn Than đảo Sơn Ca đá Núi Thị đá Én Đất đảo Nam Yết đá Lạc đá Ga Ven Đảo Nam Yết và các thực thể địa lý thuộc bãi Tizard (nguồn: NASA). |